# Portigliola
Portigliola – miejscowość i gmina we Włoszech, w regionie Kalabria, w prowincji Reggio Calabria.
Według danych na rok 2004 gminę zamieszkiwały 1332 osoby, 266,4 os./km².